# 海尼·黑米
海尼·黑米（德語：Heini Hemmi，1949年1月17日—），瑞士前男子高山滑雪运动员。他曾代表瑞士参加1976年冬季奥林匹克运动会高山滑雪比赛，获得男子大回转金牌。